# 沃克鎮區 (密歇根州)
沃克鎮區（英語：Walker Township）是位於美國密歇根州希博伊根縣的一個行政鎮區。

## 地方資料
沃克鎮區的面積為89.50平方千米，當中陸地面積為88.60平方千米，而水域面積為0.90平方千米。根據2020年美國人口普查的數據，當地共有人口297人，而人口密度為每平方千米3.32人。